# 松田鈴英
松田 鈴英（まつだ れい、1998年1月24日 - ）は、滋賀県彦根市出身の、日本の女子プロゴルファーである。所属はニトリ。

## 経歴
福井工業大学附属福井高等学校卒業。父と姉の影響で10歳からゴルフを始める。
アマチュア時代の主な成績として2009年「全国小学生ゴルフ選手権春季大会」2位、2010年「滋賀県アマチュアゴルフ選手権競技」（女子の部）優勝等がある。
高校卒業後の2016年、日本女子プロゴルフ協会（LPGA）最終プロテストに進出し53位タイで不合格。
2017年から黒宮幹仁に師事。同年もLPGA最終プロテストに進出し、沖せいら、立浦葉由乃と共にトップタイで合格。LPGA89期生となる。
2018年からニトリ所属。同年はQTランキング18位でLPGAツアー前半戦に参戦。その後「第1回リランキング」8位、「第2回リランキング」8位と年間を通して出場資格を与えられ、最終的にLPGAツアー36試合に出場、最高順位は「大王製紙エリエールレディスオープン」の2位であったが、年間獲得賞金ランキング（賞金ランク）11位で自身初のシード入り。同年12月に発表されたLPGAアワードにおいて「敢闘賞」を受賞した。
2019年も優勝はなかったものの、賞金ランク32位で2年連続のシード入りを果たした。

## 契約先
- クラブ - ブリヂストン
- ボール - ブリヂストン
- ウェア - アンパスィ
- シューズ - アディダス

アンパスィとの契約は、藤田さいきの紹介による。